# Rosny-Bois-Perrier (Métro Paris)
Rosny-Bois-Perrier ist der Name einer Tunnelstation der Linie 11 der Pariser Métro. Sie befindet sich in Rosny-sous-Bois, Département Seine-Saint-Denis, wenige Kilometer östlich der Pariser Stadtgrenze. Die Station schließt das Einkaufszentrum Rosny 2 besser an den öffentlichen Nahverkehr im Großraum Paris an.
Die Eröffnung der Station erfolgte am 13. Juni 2024. Sie ist Teil der Verlängerung um sechs Stationen von Mairie des Lilas bis Rosny-Bois-Perrier und wird die neue Endstation der Linie 11 darstellen. Die Bauarbeiten begannen am 10. Dezember 2016. Langfristig soll die Linie 11 nochmal um vier Stationen von Rosny-Bois-Perrier bis Noisy – Champs verlängert werden. Hierfür steht jedoch bislang weder eine Finanzierung, noch ein Zeitplan fest.
Bis 2030 soll auch die Linie 15 der Pariser Métro, die sich im Bau befindet, Rosny-Bois-Perrier erreichen.
Es gibt eine Umsteigemöglichkeit zum RER E.